# Gmina Pakosław
Die Gmina Pakosław ist eine Landgemeinde im Powiat Rawicki der Woiwodschaft Großpolen in Polen. Ihr Sitz ist das gleichnamige Dorf (deutsch Pakoslaw, 1908–18 Pakoswalde, 1939–43 Pakswalde, 1943–45 Packswalde).

## Gliederung

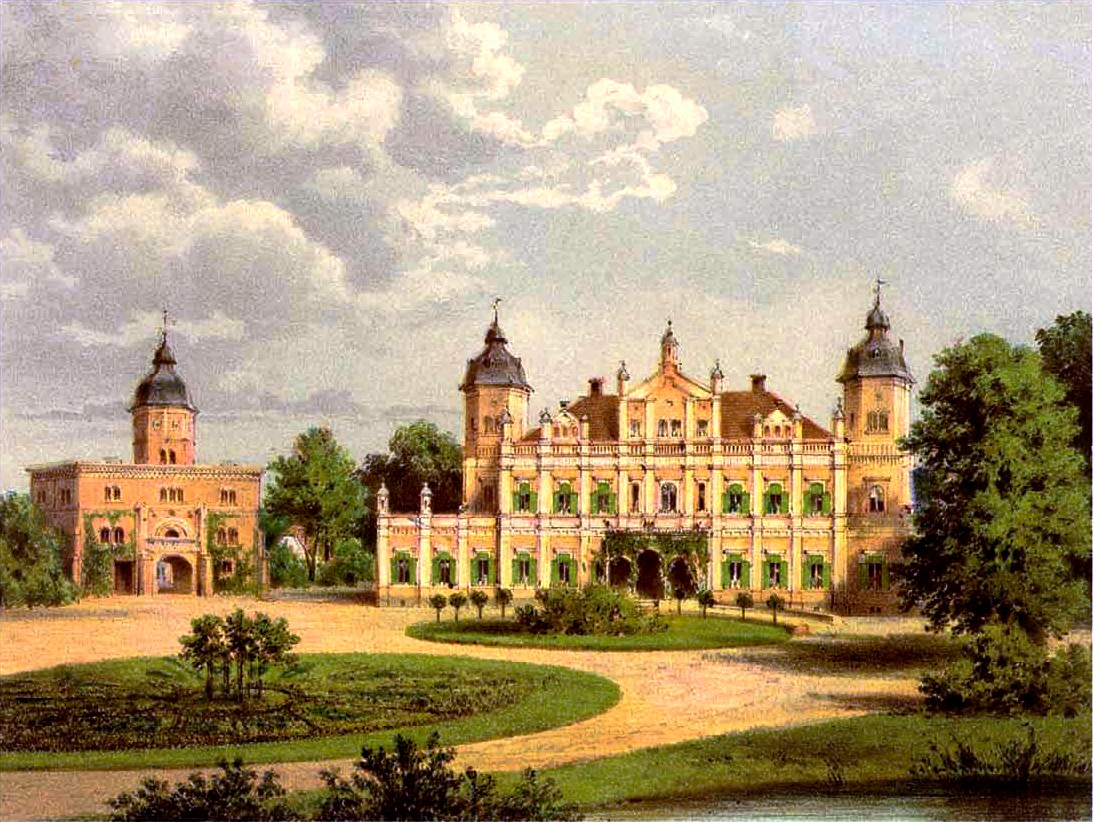
Schloss Golejewko um 1860, Sammlung Alexander Duncker

Zur Landgemeinde Pakosław gehören 15 Dörfer (deutsche Namen bis 1945) mit einem Schulzenamt:
| - Białykał (Weißkehle) - Chojno (Chojno, 1939–45 Kiefernrode) - Golejewko (Golejewko, 1939–45 Flexau) - Golejewo (Golejewo, 1939–45 Flexau) - Góreczki Wielkie (Friedrichsort) | - Kubeczki (Kubeczki, 1939–45 Sandhofen) - Niedźwiadki (Niedzwiadki, 1939–45 Bärwald) - Osiek (Osiek, 1939–45 Kamphausen) - Ostrobudki (Ostrobudki, 1939–45 Scharfenort) - Pakosław (Pakoslaw, 1908–18 Pakoswalde, 1939–43 Pakswalde, 1943–45 Packswalde) | - Podborowo (Podborowo, 1939–45 Waldhufen) - Pomocno (Pomotzno, 1939–45 Helfen) - Sowy (Sowy, 1939–45 Scholzhufen) - Sworowo (Sworowo, 1939–45 Böhmenau) - Zaorle (Zaorle, 1939–45 Adlerweide) |

Weitere Ortschaften der Gemeinde sind Dębionka, Halin, Skrzyptowo und Zielony Dąb.